# 汉语词类
根据传统汉语语法，汉语词类可以分为实词、虚词两大类，下可再分为十二小类。
- 实词能够单独充当句法成分或大多充当句子的主要成分。有词汇意义和语法意义，大部分属于开放的类，成员的数目增加变化快，不能列举穷尽。包括名词、动词、形容词、副词、数词、量词、代词、擬聲詞。
- 虚词不能够单独充当句法成分或大多充当句子的辅助性成分。只有语法意义，大部分属于封闭的类，成员的数目增加变化缓慢，可以列举穷尽。包括介词、连词、助词、嘆詞。

## 名词
名词是表示人、事物、时间、空间等等的词。

### 语法特征
- 一般能受表示名量的数量词组的修饰。
- 一般不能用“不”来否定。
- 一般不受副词的修饰。
- 经常充当主语、宾语和定语。时间名词和处所名词可以做状语。
- 一般不能重叠。

### 分类
- 个体名词，又叫可数名词，一般都有专用的个体量词。比如：（一本）书、（一辆）车、（一朵）花。
- 集体名词，不能加个体量词，可以与集合量词或不定量词搭配。比如：（一对）夫妇、（一些）车辆、（一批）人马。
- 散物名词，没有专用的个体量词，但能与借用量词、度量词或不定量词搭配。比如：（一瓶）酒、（一斤）面粉、（一些）水。

以上三类称为具体名词。
- 抽象名词，只能与种类量词、不定量词或通用量词“个”搭配。比如：（一种）思想、（一些）内容、（一个）想法。

以上四类称为普通名词。
- 专有名词，表示特定的、独一无二的事物。比如：台北、淡水河、《百年孤独》。
- 时间名词，又叫时间词，能出现在“在”、“到”、“等到”后，能用“这/那个时候”指称。比如：昨天、星期一、上午。
- 处所名词，又叫处所词，能出现在“在”、“到”、“往”后，能用“哪儿”提问、用“这/那儿”指称。比如：亚洲、台灣、书房。
- 方位词，是指称方向和位置关系的词，可以单独使用，或者和名词或名词性词组组成方位词组表示处所、时间或数量范围。比如：上、下、以东、之中、前面、外头、左右。

## 动词
动词是表示人或事物的行为、动作、变化或互相作用等等的词。

### 语法特征
- 能受否定副词“不”或“没”的否定。
- 多数不能受程度副词修饰。
- 动词后边一般可以带“着、了、过”等动态助词。
- 经常充当谓语。能充当谓语是动词的必要特征。
- 一部分动词可以重叠。单音词的重叠形式是AA，如“听\听听”。双音节动词的重叠形式一般是ABAB，如“研究\研究研究”；少量可以用AABB，如“吵嚷\吵吵嚷嚷”。

### 分类
动词的分类的标准并不统一，一般只区分一些特殊种类。
- 根据配价可以分为零价动词、一价动词、二价动词、三价动词。前二者大致相当于不及物动词，后二者大致相当于及物动词。
- 心理动词。这类动词可以收“很”等程度副词的修饰。比如：爱、想、害怕、讨厌。
- 联系动词。比如：是、好像、又如、不如。
- 能愿动词。比如：能、应该、愿意。
- 趋向动词。单用可以充当谓语，也可以附着在动词后充当趋向补语。比如：上，下，进，出，回去，開來。

## 形容词
形容词是表示性质、状态的词。

### 语法特征
- 性质形容词一般能受程度副词的修饰。状态形容词不能。
- 一般都能做定语、谓语。一部分可以做状语、补语。
- 形容词不能带宾语。这是形容词和动词的区别性特征。（“繁荣经济”中的“繁荣”已转成了动词，表示使动）
- 一部分形容词可以重叠。单音词的重叠形式是AA，如“慢\慢慢”。双音节性质形容词的重叠形式是AABB，如“漂亮\漂漂亮亮”；双音节状态形容词则是ABAB，如“雪白\雪白雪白”。

| 语法特征           | 名词             | 动词     | 形容词               |
| ------------------ | ---------------- | -------- | -------------------- |
| 能否用“不”否定     | 不能             | 能       | 能                   |
| 能否受“很”修饰     | 不能             | 多数不能 | 多数能               |
| 能否重叠           | 不能             | AA、ABAB | AA（的）、AABB或ABAB |
| 能否带宾语         | 不能             | 多数能   | 不能                 |
| 经常充当的句子成分 | 主语、宾语、定语 | 谓语     | 定语、谓语           |

### 分类
- 性质形容词，能受“很”修饰。比如：大、少、高、瘦、美丽、自私。
- 状态形容词，不能受“很”修饰，因为本身已经含有表示程度的语素。比如：雪白、冰冷、红彤彤、慌里慌张。

### 区别词
区别词是表示区别的词。比如：男、女、彩色、初级、正式、非法。
有的学者认为区别词属于形容词，称为非谓形容词。
区别词不能直接充当谓语，可以充当定语，个别可以兼做状语。

## 副词
副词是主要修饰、限制动词、形容词，表示程度、范围、时间、频率、情状、语气、关联和否定的词。
有的学者把副词归入虚词。

### 语法特征
- 副词都能做状语。
- 副词不能做定语。形容词和副词都能做状语，但形容词可以做定语，副词不可以。

### 分类
- 程度副词。比如：很、最、非常、略略。
- 范围副词。比如：全、仅、全都、至少。
- 时间副词。比如：才、正、马上、永远。
- 频率副词。比如：又、再、常常、偶尔。
- 情状副词。比如：徒步、低声、刻意、猝然。
- 语气副词。比如：切、岂、多亏、不愧。
- 关联副词。比如：才、就、都、却、也。
- 否定副词。比如：不、没、徒然、枉自。

## 数词
数词是表示数目和次序的词。

### 分类
- 基数词。比如：零、半、一、二、三、四。
- 序数词。比如：老五、初七、第一百零二、甲、乙、丙、丁、子、丑、寅、卯。

## 量词
量词是表示计量单位的词。一般和数词组成数量词组。

### 分类
- 名量词：
  - 个体量词，用来计量单个事物，一般可以用“个”替换。比如：个、条、张、本。
  - 集合量词，用来计量两个以上的多数事物。比如：双、套、对、打。
  - 种类量词。比如：种、类。
  - 度量词。比如：米、公斤、亩、人次。
  - 不定量词。比如：些、点。
  - 容器量词，多由普通名词兼类，计量容器里或容器上放的东西。比如：杯、瓶、袋。
  - 范围量词，一般之前加表示“满、整”的“一”，大多数是临时借用。比如：（一）桌子（土）、（一）鼻子（灰）。
  - 借用量词，大多数是临时的。比如：（一）台（戏）、一（捆）柴。
- 动量词：
  - 专用动量词。比如：次，下，通，遍。
  - 借用量词。比如：拳、脚、句。
  - 重复动词的。比如：（看一）看、（想一）想、（摸一）摸。
- 时量词。比如：年，天，小时。

## 代词
代词是具有称代、指别作用的词。

### 分类
- 人称代词，用来代替人或事物名称。
  - 三身代词。比如：我、您、他们、咱们。
  - 反身代词。比如：自己。
  - 总成代词。比如：大家、大伙儿、大家伙儿。
- 疑问代词，表示疑问点。比如：谁、什么、哪里、哪儿。疑问代词除了表示询问和反问，还可以表示任指、虚指、泛指、否定等。
- 指示代词，用来指示或区别人、事物、时间、空间和情况。比如：这、那、别、其他、每、各。

## 叹词
叹词又叫感叹词，是表示感叹或呼唤、应答声音的词。比如：唉、啊、哎呀、呸。
叹词一般独立成句或充当独立语。

## 拟声词
拟声词，又称象声词、状声词，是模拟自然界声音的词。比如：砰、叮咚、轰隆隆、呜呜。
拟声词可以独立成或充当独立语，也可以做谓语、定语、状语和补语。

## 介词
介词又叫前置词，主要和名词或名词性词组组成介宾词组，做动词、形容词的修饰成分或补充成分。
介词一般是由动词虚化来的。一些介词有遗留的动词特征，可以加“了”、“着”等，如“除了、为了、随着、趁着”，但不表示动态。一些词还处于虚化的过程中，属于动词和介词兼类，或称“动介词”，如“他在家”中的“在”是动词，“他在家吃饭”中的“在”是介词。

### 分类
- 施受介词，引出施事或受事。比如：把、将、被、由。
- 方式介词，引出方式、方法、依据、工具。比如：用、按照、通过。
- 时空介词，引出起点、经由、终点、所在。比如：从、向、到、在。
- 对象介词，引出与事、比较对象。比如：对、比、跟。
- 关涉介词，引出范围、原因、论题。比如：论、除、关于。

## 连词
连词又叫连接词，用来连接词或词组以上的语言单位，并表示各种逻辑关系。

### 分类

#### 搭配能力分类
1. 主要连接词、词组。比如：和、与、或。
2. 连接词、词组或分句。比如：而、并、或者。
3. 主要连接分句。比如：不但、但是、然而。

#### 逻辑关系分类
- 并列连词。比如：和、与、而且、以及。
- 偏正连词。比如：就、但、因为、所以。

## 助词
助词附着在实词、短语、或句子之后表示结构关系或动态等语法意义。

### 分类
- 结构助词。比如：的、地、得，用来表示附加成分和中心词的关系的，所，组成所字词组，者，组成者字词组，一样、似的，组成比况词组。
- 动态助词，表示动作的体态。比如：着、了、过。
- 约略助词。比如：（十）多（人）、（二十）来（人）、左右。
- 时间助词。比如：（我昨天到）的（城鎮）、（我吃了早饭）来着。
- 尝试助词。比如：（试试）看。
- 代詞性助詞。比如：好禮（相）贈。

语气词表示语气，多放在句末或句中停顿处。主要表示陈述、疑问、祈使、感叹四种语气。比如：的、来着、l的话。